# Бамфорд, Роберт
Роберт Бамфорд (англ. Robert Bamford, 16 июня 1883, Ламарш, Эссекс, Англия — 1942, Брайтон, Сассекс, Англия) — английский инженер, который вместе с Лайонелом Уокером Бирчем Мартином основал компанию в январе 1913 года, которая стала Aston Martin.

## Биография
Роберт Бамфорд родился 16 июня 1883 года в Ламарше в Эссексе, был старшим сыном священника Роберта Бамфорда (1854–1898). Его дедом был другой преподобный Роберт Бамфорд (1825–1893), который был викарием в Хайворте, штат Уилтшир. Его родители женились в 1882 году.
Его мать во второй раз вышла замуж после смерти отца. Его братом был Эдвард Бамфорд (1887–1928). Бамфорд, исторически, является ланкаширской фамилией. Он обучался в институте. В первой мировой войне он стал лейтенантом Корпуса армейской службы.
В 1911 году он жил на улице Твиккенхем-роуд, 41 в Теддингтоне. Он обручился с Мюриэль Матильдой Этчес (род. 1898) в мае 1918 года, старшей дочерью CTW Этчес. Они поженились в 1919 году в Ньютон-Абботе в Девоне. У них родилась дочь Патрисия в Брентфорде в Миддлсексе в 1921 году, и она вышла замуж за иллюстратора Робина Жака в 1943 году.
В 1939 году он вышел на пенсию на Саут-стрит, Дитчинг, Сассекс, и умер в 1942 году в возрасте 59 лет в Брайтоне.

## Компания
Компания была основана 15 января 1913 года в Хенникер-Плейс, 16 в Западном Кенсингтоне (возле Фулхэм-роуд – A308). Вместе с Лайонелом Уокером Бирчем Мартином они выпустили свой первый автомобиль Aston-Martin, Coal Scuttle, в марте 1915 года. Роберт Бамфорд являлся инженером партнерства. В 1920 году он вышел в отставку из Bamford & Martin; Лайонел Мартин ушел в 1926 году. В середине 20-х годов компания претерпела многие изменения в собственности. В основном, благодаря собственности компании David Brown Ltd. в Гаддерсфилде, которая приобрела Aston-Martin за £20 500 (текущая стоимость £808 000) в 1947 году, Aston-Martin станет компанией известной в течение 1950-х годов.
Он был принят в Автомобильный зал славы в 2013 году.